# Michael Carl Gregorovius

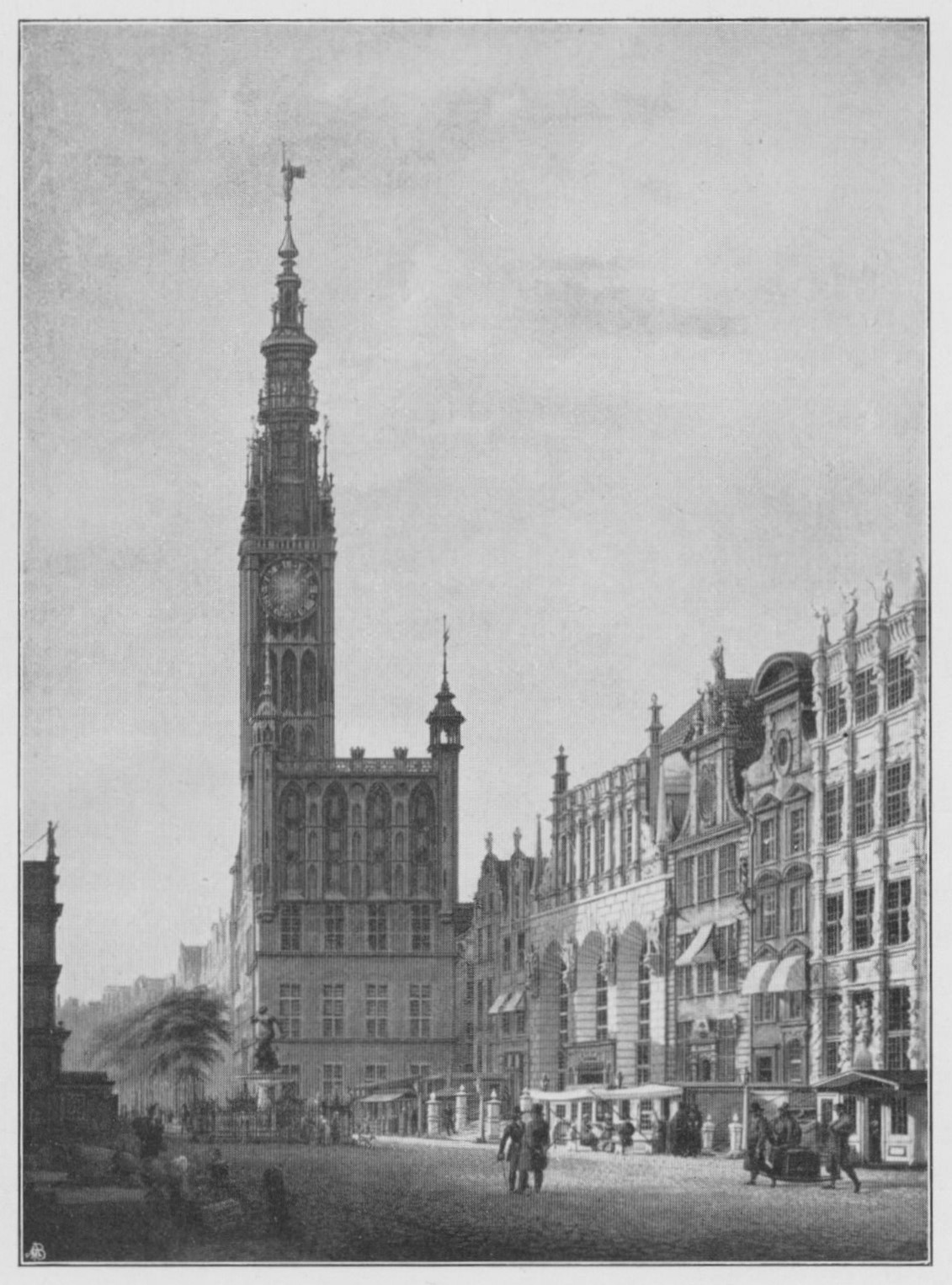
Michael Carl Gregorovius: Der lange Markt in Danzig, 1832

Michael Carl Gregorovius (* 16. November 1786 in Danzig; † 17. Mai 1850 ebenda) war ein deutscher Architekturmaler.
1834 hielt er sich in Berlin auf, arbeitete aber ansonsten in seiner Heimatstadt Danzig, wo er zahlreiche Ansichten malte. Zwischen 1814 und 1839 stellte er regelmäßig in der Berliner Akademie aus.